# Drew Hendry

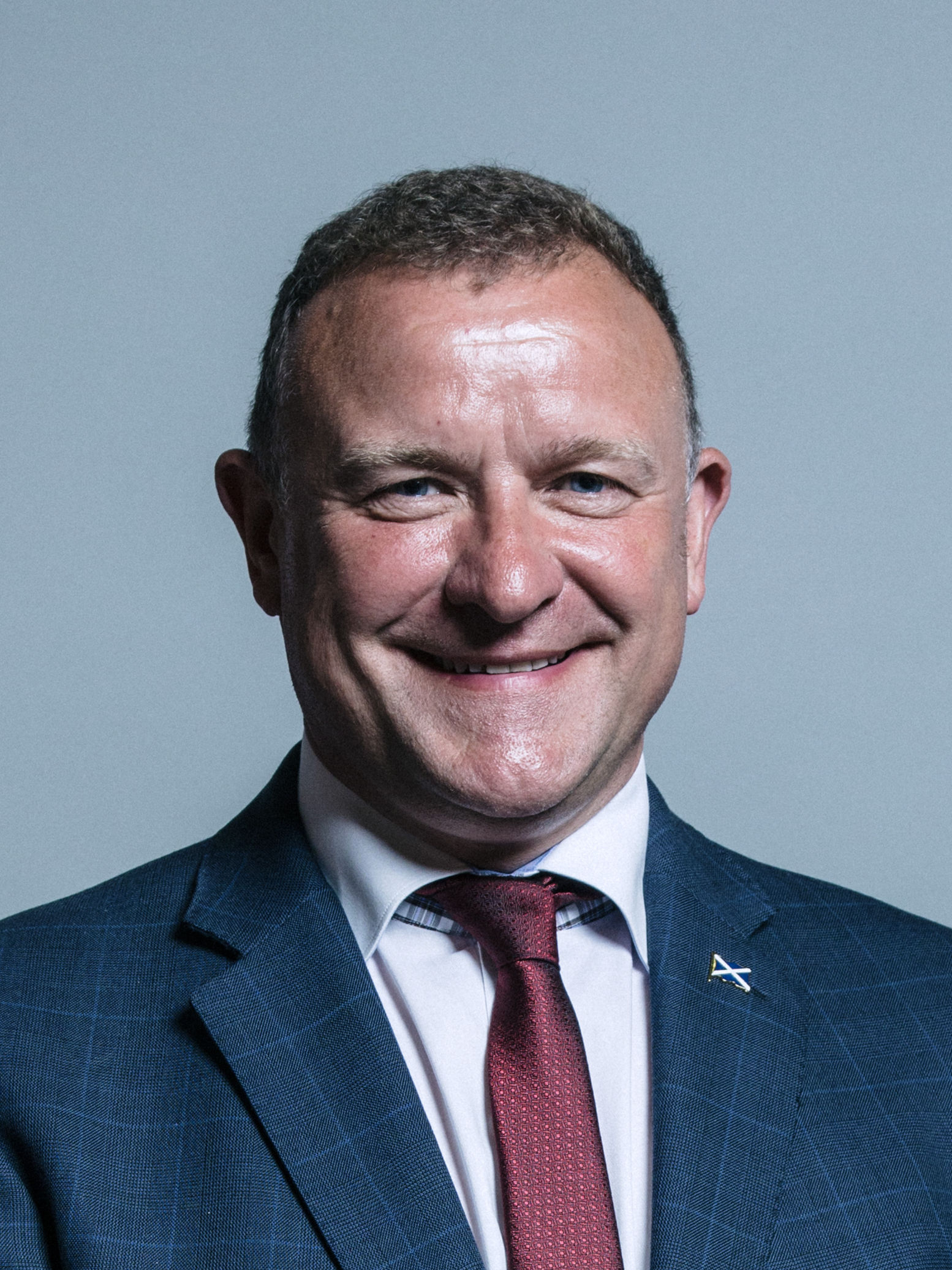
Drew Hendry (2017)

Drew Hendry (* 31. Mai 1964) ist ein schottischer Politiker der Scottish National Party (SNP).

## Leben
Hendry wuchs in Edinburgh auf. Er war in den Bereichen Verkauf und Produktion des schwedischen Konzerns Electrolux zunächst am Standort Edinburgh tätig. Als er sukzessive innerhalb des Unternehmens aufstieg, kamen Aufenthalte an verschiedenen europäischen Standorten hinzu. Im Jahre 1999 zog er mit seiner Ehefrau nach Tore auf die Halbinsel Black Isle in Highland. In Inverness gründete er das Unternehmen Teclan, das Dienstleistungen im Bereich Internethandel anbietet. Hendry ist Anhänger des Edinburgher Fußballvereins Heart of Midlothian.

## Politischer Werdegang
Obschon noch nicht wahlberechtigt, entzündete das Referendum in Schottland 1979 Hendrys politisches Interesse. Nachdem er als Jugendlicher die SNP als Freiwilliger unterstützte, trat er im Erwachsenenalter der Partei bei.
Im Jahre 2007 wurde Hendry für die SNP im Bezirk Aird and Loch Ness in den Regionalrat von Highland gewählt. Nachdem sein Parteikollege John Finnie bei den schottischen Parlamentswahlen 2011 ein Listenmandat für das schottische Parlament gewonnen hatte, wurde Hendry zum Fraktionsführer der SNP in Highland ernannt. Zur Europawahl 2009 war Hendry auf Rang 4 der SNP-Wahlliste geführt. Da die SNP infolge des Wahlergebnisses nur zwei Kandidaten entsenden durfte, verpasste Hendry einen Sitz im Europäischen Parlament.
Bei den Regionalwahlen 2012 verteidigte Hendry sein Mandat und wurde zum Vorsitzenden der regierenden Koalition aus SNP, Liberal Democrats und Labour Party gewählt. Zu den britischen Unterhauswahlen 2015 trat Hendry erstmals zu Wahlen auf nationaler Ebene an. Die SNP stellte ihn im Wahlkreis Inverness, Nairn, Badenoch and Strathspey auf, dessen Mandat der Liberal-Demokrat Danny Alexander innehatte. Mit den massiven Stimmgewinnen der SNP bei diesen Wahlen gewann Hendry das Mandat und zog in der Folge erstmals in das britische Unterhaus ein. Nach seiner Wahl in das House of Commons trat Hendry vom Vorsitz des Regionalrats zurück. Um sich verstärkt auf seine parlamentarischen Aufgaben zu konzentrieren, gab er im Juli 2015 sein Ratsmandat zurück. Trotz Stimmverlusten behauptete Hendry bei den vorgezogenen Unterhauswahl 2017 sein Mandat. Bei der Unterhauswahl 2019 konnte er seinen Wahlkreis erneut für die SNP gewinnen.
Am 11. November 2021 geriet Hendry in die öffentliche Diskussion, als ihm von Verteidigungsminister Ben Wallace vorgeworfen wurde, zusammen mit seinen Parlamentskollgen David Linden (SNP) und Charlotte Nichols (Labour) auf einem Flug nach Gibraltar zu einer Gedenkveranstaltung anlässlich des Waffenstillstand von Compiègne 1918 (Armistice Day) reichlich alkoholische Getränke konsumiert zu haben, so dass er betrunken am Zielort eingetroffen sei. Die SNP wies die Vorwürfe als „Tory-Schmutzkampagne“ zurück.